# Västra Finngårdstjärnen
Västra Finngårdstjärnen är en sjö i Strömsunds kommun i Jämtland och ingår i Ångermanälvens huvudavrinningsområde. Sjön har en area på 0,112 kvadratkilometer och ligger 417,1 meter över havet.

## Delavrinningsområde
Västra Finngårdstjärnen ingår i det delavrinningsområde (717649-141249) som SMHI kallar för Rinner till Lill-Jorm. Medelhöjden är 459 meter över havet och ytan är 15,14 kvadratkilometer. Det finns inga avrinningsområden uppströms utan avrinningsområdet är högsta punkten. Vallån som avvattnar avrinningsområdet har biflödesordning 3, vilket innebär att vattnet flödar genom totalt 3 vattendrag innan det når havet efter 331 kilometer. Avrinningsområdet består mestadels av skog (86 procent). Avrinningsområdet har 0,34 kvadratkilometer vattenytor vilket ger det en sjöprocent på 2,2 procent.